# Xanthorhoe labradorensis
Xanthorhoe labradorensis är en fjärilsart som beskrevs av Alpheus Spring Packard 1867. Xanthorhoe labradorensis ingår i släktet Xanthorhoe och familjen mätare. Inga underarter finns listade i Catalogue of Life.

## Bildgalleri

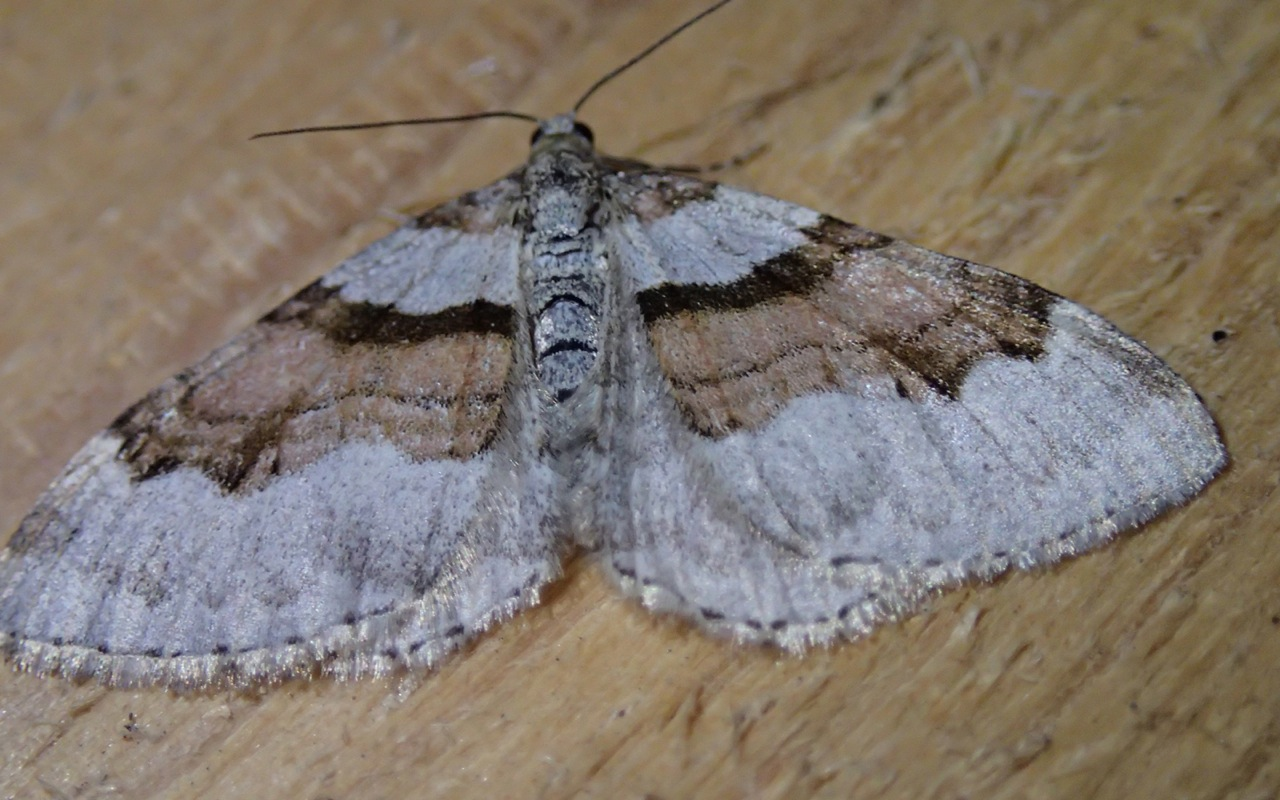